# ستيفان ستام
ستيفان ستام (بالهولندية: Stefan Stam)‏ هو لاعب كرة قدم هولندي في مركز الدفاع، ولد في 14 سبتمبر 1979 في آمرسفورت في هولندا. لعب مع أولدهام أثلتيك وإف سي آيندهوفن ودين بوستش ونادي هيرفورد ويوفل تاون.

## وصلات خارجية
- ستيفان ستام على موقع قاعدة بيانات كرة القدم.إي يو (الإنجليزية)
- ستيفان ستام على موقع Soccerbase.com (لاعب) (الإنجليزية)